# بادال روی
بادال روی (انگلیسی: Badal Roy; ۴ ژوئیهٔ ۱۹۵۷ – ۲۲ نوامبر ۲۰۲۰) بازیکن فوتبال اهل بنگلادش بود.
وی همچنین در تیم ملی فوتبال بنگلادش بازی کرده است.